# Christoph Rabitsch
Christoph Rabitsch (Spittal an der Drau, 10 aprile 1996) è un ex calciatore austriaco, di ruolo centrocampista.

## Caratteristiche tecniche
È un centrocampista centrale.

## Carriera
È cresciuto nelle giovanili dello Spittal/Drau